# Xã Thacker, Quận Lawrence, Arkansas
Xã Thacker (tiếng Anh: Thacker Township) là một xã thuộc quận Lawrence, tiểu bang Arkansas, Hoa Kỳ. Năm 2010, dân số của xã này là 453 người.